# Геодакян Віген Артаваздович
Геодакян Віген Артаваздович (*25 січня 1925 року, Єреван, СРСР — 9 грудня 2012 року) — російський біолог-теоретик, генетик (доктор біологічних наук), фізико-хімік (кандидат технічних наук). Провідний науковий співробітник Лабораторії біоакустики Інституту проблем екології та еволюції РАН імені А. Н. Северцова, професор факультету практичної психології Нового гуманітарного університету Наталії Нестерової. Автор еволюційних теорій статі, номадичних генів, статевої асиметрії.

## Біографія
Народився Віген Артаваздович 25 січня 1925 року в Єревані. Працював у Фізичному інституті РАН (ФІАН), Інституті молекулярної біології, Інституті біофізики, Інституті загальної генетики, Інституті біології розвитку, Інституті людини. Докторська дисертація на тему «Еволюційна логіка диференціації статей у філогенезі і онтогенезі» (рос. Эволюционная логика дифференциации полов в филогенезе и онтогенезе) захищена у 1985 році.

## Наукові праці
Наукові праці Вігена Артаваздовича стосувались проблем теоретичної еволюційної біології, генетики, нейробіології, теорії систем, теорії інформації. Багато його теорій увійшли до підручник (Васильченко, 1986, 2005; Ткаченко та ін. 2001; Іконнікова, 1999) і включені до програм викладання ряду російських (Фізтех, МІФІ, РДГУ) та зарубіжних (Тель-Авівський університет) університетів.
Автор понад 150 наукових праць. Список найважливіших праць і публікацій:
- (рос.) Геодакян В. А. Мальчик или девочка. Соотношение полов — величина, регулируемая природой? [Архівовано 24 вересня 2015 у Wayback Machine.] // Наука и Жизнь, 1965, № 1, с. 55-58.
- (рос.) Геодакян В. А. Роль полов в передаче и преобразовании генетической информации // Проблемы передачи информ. 1965, том 1, № 1, с. 105–112.
- (рос.) Геодакян В. А. О существовании обратной связи, регулирующей соотношение полов // Проблемы кибернетики. — М.: Физматгиз, 1965, выпуск 13, с. 187–194.
- (рос.) Геодакян В. А., Кособутский В. И. Регуляция соотношения полов механизмом обратной связи // Доклады АН СССР, 1967, т. 173, № 4, с. 938–941.
- (рос.) Геодакян В. А., Кособутский В. И., Билева Д. С. Регуляция соотношения полов отрицательной обратной связью // Генетика, I967, № 9, с. 15З-163.
- (рос.) Геодакян В. А., Смирнов Н. Н. Половой диморфизм и эволюция низших ракообразных // Проблемы эволюции — Новосибирск: Наука, 1968, том 1, с. 30-36.
- (рос.) Геодакян В. А., Кособутский В. И. Природа обратной связи, регулирующей пол. Генетика, 1969, т.5, № 6, с. 119–126.
- (рос.) Геодакян В. А. Теория систем и специальные науки // Материалы по истории и перспективам развития системного подхода и общей теории систем. — М.: Наука, 1971, с. 17.
- (рос.) Геодакян В. А. Кибернетика и развитие // Онтогенез, 1971, т. 2, № 6, с. 653–654.
- (рос.) Геодакян В. А. О дифференциации систем на две сопряженные подсистемы // Проблемы биокибернетики. Управление и информационные процессы в живой природе. — М.: Наука, 1971, с. 26.
- (рос.) Геодакян В. А., Шерман А. Л. Связь врожденных аномалий развития с полом // Журнал общей биологии, 1971, том 32, № 4, с. 417–424.
- (рос.) Геодакян В. А. О структуре самовоспроизводящихся систем // Развитие концепции структурных уровней в биологии. — М.: Наука. 1972. с. 371–379.
- (рос.) Геодакян В. А. О структуре эволюционирующих систем // Проблемы кибернетики. — М., Наука, 1972, выпуск 25, с. 81-91.
- (рос.) Геодакян В. А. Дифференциальная смертность полов и норма реакции // Биологический журнал Армении, 1973, т. 26, № 6, с. 3-11.
- (рос.) Геодакян В. А. Дифференциальная смертность и норма реакции мужского и женского пола // Журнал общей биологии, 1974, т. 35, № 3, с. 376–385.
- (рос.) Геодакян В. А. Концепция информации и живые системы // Журнал общей биологии, 1975, том 36, № 3, с. 336–347.
- (рос.) Геодакян В. А. Этологический половой диморфизм // Групповое поведение животных. — М.: Наука, 1976, с. 64-67.
- (англ.) (рос.) Геодакян В. А. Количество пыльцы как регулятор эволюционной пластичности перекрестноопыляющихся растений // Доклады АН СССР, 1977. том 234, № 6. с. 1460–1463.
- (рос.) Геодакян В. А. Эволюционная логика дифференциации полов // Математические методы в биологии. — К.: Наукова думка, 1977, с. 84-106.
- (рос.) Геодакян В. А. Количество пыльцы как передатчик экологической информации и регулятор эволюционной пластичности растений // Журнал общей биологии. 1978, том 39, № 5, с. 743–753.
- (рос.) Геодакян В. А. О существовании «отцовского эффекта» при наследовании эволюционных признаков // Доклады АН СССР, 1979, том 248, № 1, с. 230–234.
- (рос.) Геодакян В. А. Половой диморфизм и эволюция длительности онтогенеза и его стадий // Доклады АН СССР, 1982, том 263, № 6, с. 1475–1480.
- (рос.) Геодакян В. А. Дальнейшее развитие генетико-экологической теории дифференциации полов // Математические методы в биологии. — Киев: Наукова думка, 1982, с. 46-60.
- (рос.) Геодакян В. А. Онтогенетическое правило полового диморфизма // Доклады АН СССР, 1983, том 269, № 2, с. 477–481.
- (рос.) Геодакян В. А. Эволюционная логика дифференциации полов и долголетие // Природа, 1983, № 1, с. 70-80.
- (рос.) Геодакян В. А. Половой диморфизм в картине старения и смертности человека // Проблемы биологии старения. — М.: Наука, 1983, с. 103–110.
- (рос.) Геодакян В. А. Системный подход и закономерности в биологии // Системные исследования. — М.: Наука, 1984, с. 329–338.
- (рос.) Геодакян В. А. О некоторых закономерностях и явлениях, связанных с полом // Вероятностные методы в биологии. — Киев: Институт математики АН УССР, 1985, с. 19-41.
- (рос.) Геодакян В. А., Геодакян С. В. Существует ли отрицательная обратная связь в определении пола? // Журнал общей биологии, 1985, т. 46, № 2, с. 201–216.
- (рос.) Геодакян В. А. О теоретической биологии // Методологические аспекты эволюционного учения. — Киев: Наукова думка, 1986, с. 73-86.
- (рос.) Геодакян В. А. Половой диморфизм // Биологический журнал Армении. 1986, т. 39, № 10, с. 823–834.
- (рос.) Геодакян В. А. Системно-эволюционная трактовка асимметрии мозга // Системные исследования. — М.: Наука, 1986, с. 355–376.
- (рос.) Геодакян В. А. Дифференциация полов и экологический стресс // Математическое моделирование в проблемах рационального природопользования. Ростов-Дон, 1986, с. 88.
- (рос.) Геодакян В. А. Теория дифференциации полов в проблемах человека // Человек в системе наук. — М.: Наука, 1989, с. 171–189.
- (англ.) (рос.) Геодакян В. А. Эволюционная теория пола // Природа. 1991, № 8. с. 60-69.
- (рос.) Геодакян В. А. Эволюционная логика функциональной асимметрии мозга // Доклады РАН. 1992, том 324, № 6, с. 1327–1331.
- (рос.) Геодакян В. А. Асинхронная асимметрия // Журнал высшей нервной деятельности. 1993, том 43, № 3, с. 543–561.
- (рос.) Геодакян В. А. Половые хромосомы: для чего они? (Новая концепция) // Доклады АН. 1996, том 346, с. 565–569.
- (англ.) (рос.) Геодакян В. А., Геодакян К. В. Новая концепция леворукости // Доклады РАН. 1997, том 356, № 6, с. 838–842.
- (рос.) Геодакян В. А. Эволюционная роль половых хромосом (новая концепция) // Генетика. 1998, том 34, № 8, с. 1171–1184.
- (рос.) Геодакян В. А. Эволюционные хромосомы и эволюционный половой диморфизм // Известия Академии Наук, Серия Биологическая, 2000, № 2, с. 133–148.
- (рос.) Геодакян В. А. Homo sapiens на пути к асимметризации (Теория асинхронной эволюции полушарий и цис-транс трактовка левшества) // Антропология на пороге III Тысячелетия. Москва 2003, том 1, с. 170–201.
- Изоморфизм: асинхронный пол — асинхронная асимметрия. Геодакян В. А. Материалы Международных чтений, посвященных 100-летию со дня
- (рос.) Геодакян В. А. Конвергентная эволюция фенотипа, асимметрии и сексуальности к культуре. // Сексология и сексопатология. 2003. № 6. с. 2-8. № 7. с. 2-6. № 8. с. 2-7.
- (рос.) Геодакян В. А. Эволюционные теории асимметризации организмов, мозга и тела // Успехи физиологических наук. 2005. Том 36. № 1. с. 24-53.